# Hliðskjálf
Para el álbum de Burzum, véase Hliðskjálf (álbum).

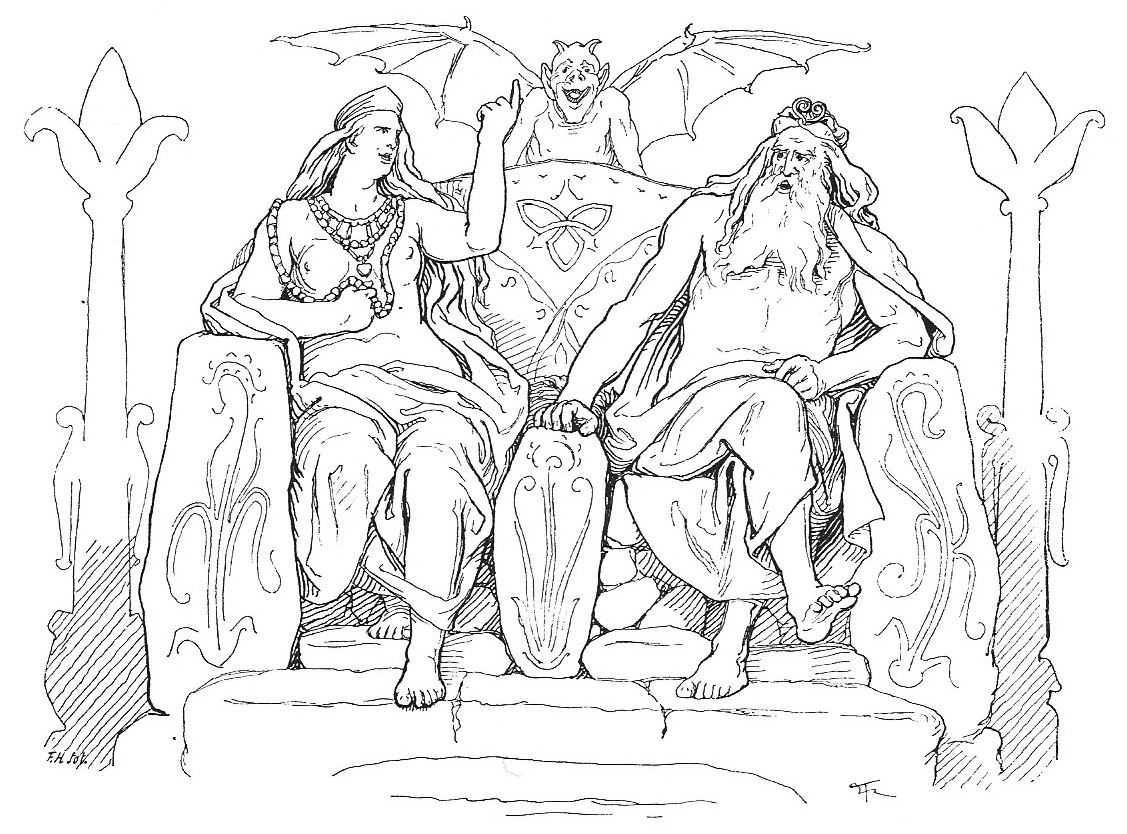
Frigg y Odin postrados sobre Hliðskjálf en un grabado del Grímnismál (1895) de Lorenz Frølich.

En la mitología nórdica, Hlidskjalf (nórdico antiguo: Hliðskjálf) es el hásæti (el «asiento de honor»), el trono de Odín que le permite ver sobre los nueve mundos.
En Grímnismál, Odín y Frigg están sentados en Hlidskjálf cuando ven a sus hijos de la escarcha Agnarr y Geirröd, el primero viviendo en una cueva con una giganta y el otro siendo rey. Frigg entonces acusa a su marido de que Geirröd era un individuo miserable y muy poco hospitalario. Así que después de discutir sobre la veracidad de esta afirmación Odín acordó visitar a Geirröd para enterarse mejor.
En Skírnismál, es Freyr quien se sienta en Hlidskjálf cuando mira hacia Jötunheim y ve a la hermosa doncella giganta Gerð, de la cual se enamora inmediatamente.
En Gylfaginning, Snorri menciona el trono en cuatro lugares diferentes en el poema. En primer lugar parece referirse a este como a una vivienda:
Hay una morada, llamada Hlidskjálf, y cuando Odín se sentó allí, en el trono, miró hacia fuera, sobre el mundo entero y vio los actos de cada hombre, y supo sobre todas las cosas que vio.
Sin embargo, en el poema más adelante se refiere explícitamente al trono en sí:
Otra gran morada está allí, la cual es llamada Valaskjálf. Odín posee esa residencia. Los dioses la hicieron y la techaron con plata pura, y en esta mansión está el Hlidskjálf, como es llamado el trono. Siempre que el padre de todos se sienta allí, examina todas las tierras.
La tercera mención hecha de Hlidskjálf es durante el relato de Snorri sobre el cortejo de Gerd, en el Skírnismál.
El escaldo islandés Snorri Sturluson, relata como Odín utilizó el trono para encontrar a Loki después de que huyera tras el asesinato de Baldr.